# Edlitz (Dolna Austria)
Edlitz – gmina targowa w Austrii, w kraju związkowym Dolna Austria, w powiecie Neunkirchen. Liczy 914 mieszkańców (1 stycznia 2014).
Urodził się tutaj Hermann Schützenhöfer, austriacki polityk, gubernator Styrii.